# Cernotina carbonelli
Cernotina carbonelli är en nattsländeart som beskrevs av Oliver S. Flint Jr. 1983. Cernotina carbonelli ingår i släktet Cernotina och familjen fångstnätnattsländor. Inga underarter finns listade i Catalogue of Life.